# Abadía de Cluny

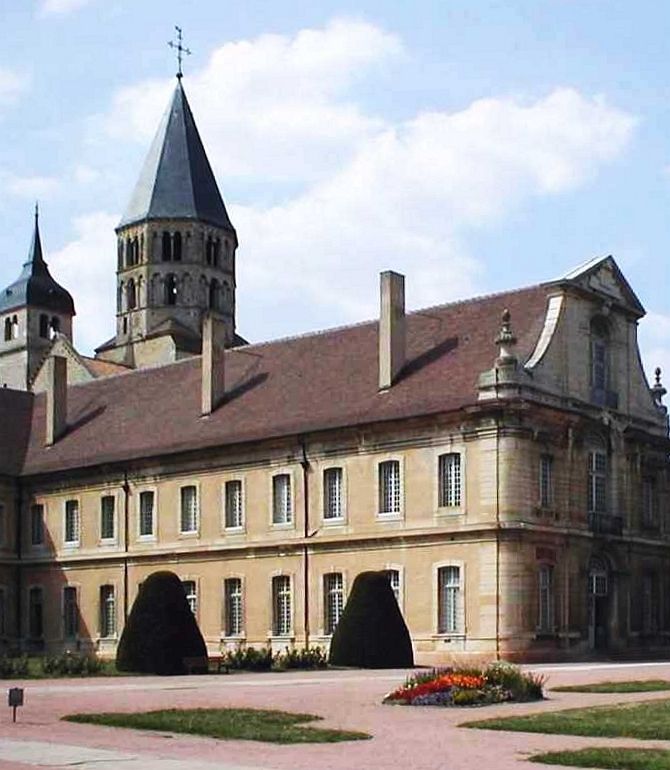
La abadía de Cluny en la actualidad.

La abadía de Cluny (Cluni o Clugny), situada en Francia, fue fundada en la zona de lo que más tarde sería el municipio francés homónimo el 2 de septiembre del año 909 por Guillermo I de Aquitania, conde de Auvernia, el cual instaló allí al abad Bernón de Baume, y puso la abadía bajo la autoridad inmediata del papa Sergio III. La abadía y su constelación de dependencias se convirtieron pronto en el ejemplo del tipo de vida religioso del siglo XI. Entre sus abades reconocidos como santos figuran Bernón, Odón, Odilón, Hugo, Mayolo y Pedro el Venerable.
La localidad de Cluny, situada en el departamento de Saona y Loira, en la región de Borgoña, en el centro-este de Francia, creció alrededor de la antigua abadía.
La Orden benedictina fue clave en la estabilidad conseguida por la sociedad europea del siglo XI, y, en parte debido a su estricta adhesión a un código benedictino reformado, Cluny se convirtió en el monasterio reconocido como ejemplo del estilo de vida monacal en Occidente desde finales del siglo X. Una sucesión de abades competentes fueron también figuras relevantes en el terreno internacional. El propio monasterio de Cluny se convirtió en el mayor y más prestigioso monasterio, y en la institución monástica mejor preparada de Europa. La influencia de Cluny se extendió desde la segunda mitad del siglo X hasta principios del siglo XII.
La abadía fue saqueada y destruida en su mayor parte por una turba de revolucionarios en 1790. En la actualidad solo permanece una pequeña parte del conjunto arquitectónico original.
El Hotel de Cluny de París, datado alrededor de 1334, fue antiguamente la residencia de los abades de Cluny en la ciudad. Fue convertido en museo público en 1833, y aparte de su nombre, nada lo relaciona directamente con la abadía.
En el año 2007 la abadía de Cluny fue considerada como Patrimonio europeo. Actualmente, y desde finales del siglo XIX, la Gran Escuela de ingeniería Arts et Métiers ParisTech está instalada en una parte de la abadía.

## Fundación
Guillermo I de Aquitania, El piadoso, duque de Aquitania y conde de Auvernia, fundó la abadía benedictina de Cluny, residencia matriz de la Congregación de Cluny, en el año 909. Donando su reserva de caza en los bosques de Borgoña, Guillermo dio a Cluny el nada despreciable privilegio de liberar al monasterio de toda futura obligación hacia él o su familia que no estuviera relacionada con la oración. Otros vasallos normalmente conservaban de forma interesada la propiedad sobre los bienes de los monasterios, y esperaban instalar a sus descendientes como abades. Al parecer, Guillermo llegó a este acuerdo con Bernón, el primer abad, para liberar al monasterio de las ataduras seculares.
La primera mujer que entró como miembro de la orden, lo hizo entrado el siglo XI.

## La Orden de Cluny

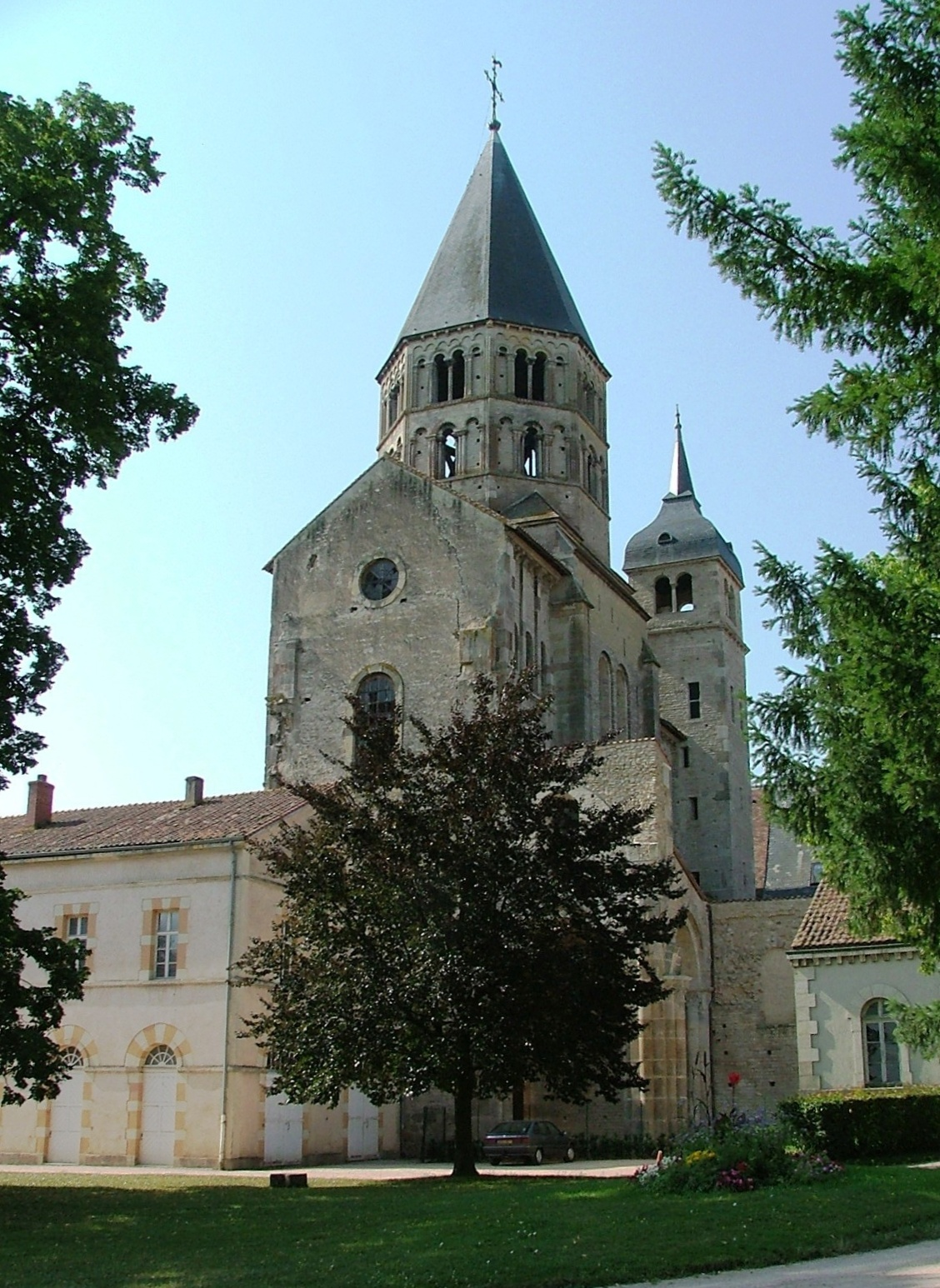
Vista de la abadía de Cluny.

El monasterio de Cluny se diferenciaba en tres aspectos del resto de las casas de la Orden Benedictina y sus confederadas: en su estructura organizativa, en la prohibición de poner en alquiler tierras para su uso en el sistema feudal, y en su ejecución de la liturgia como principal forma de trabajo. Mientras la mayoría de los monasterios benedictinos permanecían autónomos y asociados entre ellos solo de manera informal, Cluny creó una extensa orden federada en la que los administradores de las casas subsidiarias estaban subordinados al abad de Cluny y respondían ante este. Las casas de Cluny, permaneciendo directamente bajo la supervisión del abad de Cluny, autócrata de la orden, estaban regidas por priores, y no por abades. Los priores o jefes de priores, se reunían en Cluny una vez al año para tratar de los temas administrativos y exponer sus informes. Otras casas benedictinas, incluso de fundación anterior a Cluny, tomaron como guía el sistema cluniacense. Cuando en 1016 el papa Benedicto VIII decretó que los privilegios de Cluny se extendieran a sus casas subordinadas, el resto de las comunidades benedictinas se sintieron si cabe aún más motivadas para seguir el modelo.
En parte debido a la opulencia de la orden, las monjas cluniacenses no fueron consideradas especialmente rentables, lo que se reflejó en un aparente desinterés por fundar conventos cluniacenses para mujeres.
Las costumbres de Cluny representan también el impulso del ideal del monasterio benedictino como una unidad autosuficiente en su producción agrícola, similar a las villas contemporáneas supervivientes en las partes más romanizadas de Europa y a los feudos, en las cuales cada miembro ejercía un trabajo físico además de dedicarse a la oración. San Benito de Aniane, el «segundo Benito», era consciente de que los monjes negros no podían seguir sustentándose a sí mismos simplemente con el trabajo físico en las instituciones monásticas que había concebido en 817 para gobernar todos los monasterios carolingios gracias a la ayuda de Luis el Piadoso. Cluny acordó ofrecer «plegarias perpetuas» (laus perennis), significando esto que la especialización de las tareas fue un paso más allá en Cluny.

### Las casas cluniacenses enGran Bretaña
Todas las casas cluniacenses en Inglaterra de más importancia que algunas celdas recibían el nombre de prioratos, simbolizando con ello su subordinación a Cluny. La llegada del siglo XI supuso la expansión de la influencia de Cluny a las islas británicas. Como a la cabeza de la orden se encontraba el abad de Cluny, todos los priores cluniacenses estaban obligados a cruzar a Francia para consultar o ser consultados, a menos que el mismo abad decidiera acudir a Inglaterra, lo que solo sucedió en cinco ocasiones durante el siglo XIII y en dos ocasiones durante el XIV.

## Fases de la construcción de la abadía de Cluny
El rápido crecimiento de la comunidad de Cluny necesitaba edificios cada vez mayores. Las construcciones de Cluny afectaron profundamente a las prácticas arquitectónicas en el occidente europeo desde el siglo X al XII.

### Cluny I
El abad Bernón, primer abad de Cluny, comienza la construcción de la abadía de Cluny I en el año 910. Dicha construcción terminará bajo su sucesor Odón en el año 927.

### Cluny II
El cuarto abad de Cluny (954-994), Mayolo de Cluny, manda construir Cluny II a partir del año 948, para reemplazar el edificio preexistente, el cual se consideraba muy pequeño; la iglesia abacial se consagra en 981. Cluny II se caracteriza por una cabecera compleja con absidiolos y un atrio en la fachada oeste, con un nártex entre este y la nave. Sobre el crucero se construyó un alto cimborrio, similar al que se conserva en la iglesia de San Martín de Chapaize. Esta disposición de la torre sobre el crucero será casi una norma absoluta en todas las iglesias románicas de la región. Más tarde, se añadirá un claustro, en torno al cual se desarrollarán los demás edificios de la abadía.

### Cluny III
La construcción de Cluny III comienza sobre el año 1080 siendo abad Hugo de Semur. La expansión de la Orden, el creciente número de monjes que asistían a los oficios religiosos y los impresionantes templos abiertos en todas las abadías rivales, incluso en simples prioratos, dejaron obsoleta la iglesia abacial edificada por Maïeul, descrita como «granero estrecho y vetusto» en La vida de San Hugo por Gailon en 1115.

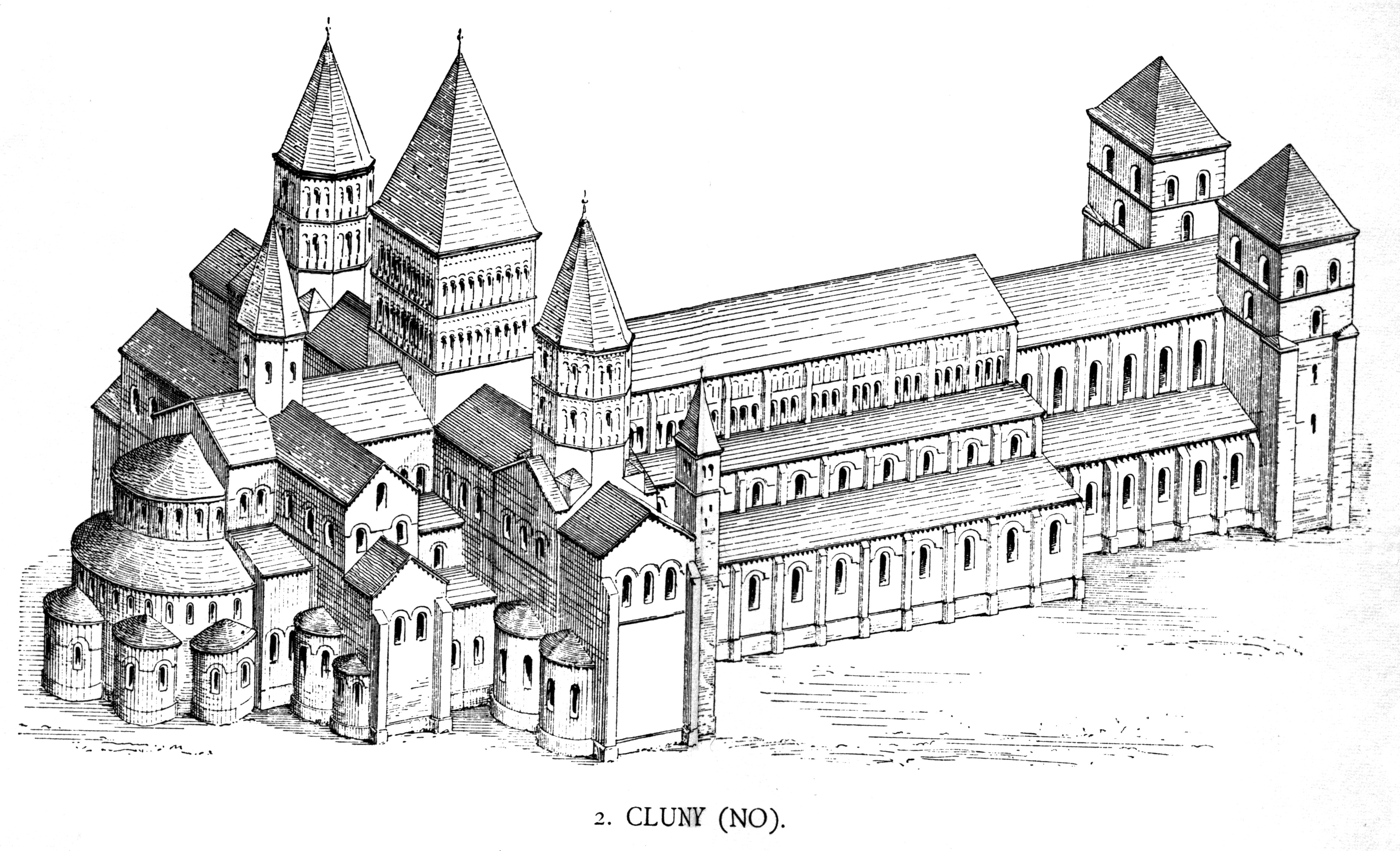
Apariencia externa de la iglesia abacial de Cluny III antes de su destrucción durante la Revolución francesa.

En 1088 se lleva a cabo la simbólica colocación de la primera piedra. En 1095, el papa Urbano II consagra dos piedras del altar y tres capillas en el centro del patio. La nave se remata e inaugura en 1130, pero el edificio está lejos de terminarse: el brazo norte del transepto, las torres y el nártex están comenzando su construcción en estas fechas. Destruido durante la segunda mitad del siglo XII, se retoma la construcción a principios del siglo XIII, completándose el gran nártex en 1220 siendo abad Rolland I de Hainaut, en estilo gótico. La abadía será durante ese momento y durante tres siglos, el mayor edificio religioso de Occidente (con 187 metros de longitud), hasta la reconstrucción de la basílica de San Pedro de Roma en 1506.
La planta del edificio era en forma de cruz arzobispal: cruz latina con dos transeptos. El gran transepto, del cual aún subsisten tres cuartos de un brazo, era en sí mismo como una pequeña catedral. Tenía tres torres: la Torre del agua bendita sobre el brazo sur, la Torre de los Bisans sobre el brazo norte y la Torre del Coro, la más grande de todo el edificio, coronando el crucero. Más al este, en medio del coro, había un pequeño transepto, llamado transepto matutino, que todavía subsiste en parte. Su crucero estaba marcado por una torre, llamada Torre de las lámparas, de función no muy clara, que consistía en un tambor octogonal sin aberturas, rematado por una aguja. La nave principal estaba flanqueada por dos naves laterales a cada lado, y se elevaba más de 30 metros sobre el suelo. Así pues, contaba, en conjunto, con cinco naves, amplia cabecera con girola y cinco capillas radiales, más otras diez en los transeptos, seis campanarios y una galilea o pórtico de tres naves flanqueada por dos grandes torres. Ante un edificio de tales dimensiones, hacía falta algún refuerzo estructural para los contrafuertes, que se resuelven mediante una especie de arcos que serán predecesores de los arbotantes típicos del Gótico. Las cuatro cúpulas (una sobre cada crucero y dos más en el transepto mayor) se asientan sobre trompas. Los pilares son todos de sección cruciforme.
La campaña de construcción fue financiada por el censo anual establecido por Fernando I de León entre 1053 y 1065. (Este censo fue restablecido por Alfonso VI en 1077 y confirmado en 1090). La suma se fijó en 1000 áureos de oro por Fernando, cantidad que fue doblada por Alfonso VI en 1090. Para Cluny, esta cantidad representaba la mayor anualidad recibida nunca por una orden religiosa por parte de un rey o gobernante, y nunca fue superada. Los cien marcos de plata anuales entregados por Enrique I de Inglaterra a partir de 1131 fueron una contribución miserable en comparación. Cuando los pagos en moneda de oro islámica recaudados por el reino de León se detuvieron, se generó una crisis financiera que afectó económicamente a Cluny durante los mandatos de los abades Pons (1109-1125) y Pedro el Venerable (1122-1156). Las riquezas de las donaciones españolas dieron a conocer el ascenso de los cristianos españoles, y colocó a la España central en la órbita europea.